# Impavido (torpilleur)
Pour les articles homonymes, voir Impavido.
Le Impavido (fanion « IM ») était un torpilleur italien de la classe Ciclone lancé en 1943 pour la Marine royale italienne (en italien : Regia Marina). 

## Construction et mise en service
Le Impavido est construit par le chantier naval Cantieri Navali del Tirreno Riuniti de Riva Trigoso en Italie, et mis sur cale le 15 aout 1941. Il est lancé le 24 février 1943 et est achevé et mis en service le 30 avril 1943. Il est commissionné le même jour dans la Regia Marina.

## Histoire du service
Unité moderne de la classe Ciclone, conçue spécifiquement pour escorter les convois le long des routes dangereuses vers l'Afrique du Nord, le torpilleur Impavido est entré en service fin avril 1943, alors que la guerre des convois touchait à sa fin.
Il est resté en service un peu plus de trois mois et n'a donc pas eu l'occasion d'être employé de manière très intensive. Affecté au VIe Escadron de torpilleurs, il est employé pour des escortes d'abord dans le nord de la mer Tyrrhénienne, puis dans le sud de la mer Tyrrhénienne et dans les eaux de la Corse, effectuant au total dix missions de guerre].
Le 2 août 1943, le Impavido est bombardé et mitraillé par des avions anglo-américains au large de Salerne, sans dégâts sérieux mais avec des blessés et des pertes parmi l'équipage.
L'armistice (Armistice de Cassibile) surprend le navire à La Spezia, où l'on travaille sur ses chaudières. Le Impavido peut quitter le port ligurien, mais une panne de moteur l'oblige à réparer à Portoferraio, où il est capturé par les Allemands le 16 septembre 1943.
Incorporé à la Kriegsmarine le 9 octobre 1943, il prend le nom de TA 23. En janvier 1944, le torpilleur est déployé à La Spezia, au sein de la 10e flottille de torpilleurs.
À huit heures du soir du 24 avril 1944, le TA 23 quitte La Spezia avec deux autres torpilleurs ex-Italiens, le TA 26 (ex Ardito) et le TA 29 (ex Eridano), et vers 1h30 du matin le 25 avril, en douze minutes, ils posent un champ de mines au large de Capraia. À 1 h 45, alors qu'il rentre à sa base, le TA 23 est gravement endommagé par l'explosion d'une mine sous sa quille; le navire sinistré est remorqué par le TA 26, mais à 2h27, pendant les manœuvres pour éviter de heurter les mines, les câbles se rompent. Le remorquage, avec une autre technique (TA 23 et TA 26 côte à côte), commence à 2h57. À 4h42, les trois navires sont attaqués par des torpilleurs américains, qu'ils peuvent repousser, mais entre-temps, le TA 23 prend de plus en plus l'eau: tous les matériaux amovibles sont enlevés et à 6h32, après avoir aperçu des avions en approche, les câbles de remorquage sont coupés et le navire est abandonné par l'équipage. Le TA 29 tire deux torpilles sur l'épave du TA 23 : la première n'a pas produit de dégâts sérieux, la seconde touche un dépôt de munitions et le torpilleur explose. Il est 6h45: le TA 23 coule à la position géographique de 43° 02′ N, 10° 12′ E. Le TA 26 et le TA 29 échappent à l'attaque aérienne suivante en signalant des dommages légers. Les pertes humaines sont relativement limitées : il y a deux morts confirmés, 4 disparus et 30 blessés (16 graves et 14 légers), dont une partie sur les TA 26 et TA 29.
L'épave du TA 23 repose par 70 mètres de fond, brisée en trois sections, à une dizaine de milles nautiques (18,5km) de Cecina et à environ deux fois la distance de Capraia, La section arrière, la plus longue (plus de la moitié du navire) est renversée, celle qui comprend le pont est couchée sur un côté et à un angle de 90° par rapport à la précédente, tandis que la troisième section est l'extrémité de la proue.

### Commandants
- Capitaine de corvette (Capitano di corvetta) Carlo Didero (né le 6 décembre 1910) (avril - septembre 1943)